# Staatscommissie Zuiderzee

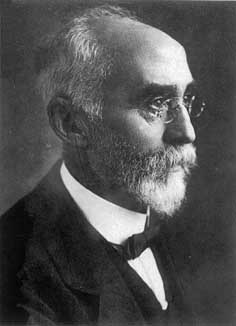
prof. Lorentz

De staatscommissie Zuiderzee was een door de Nederlandse koningin Wilhelmina ingestelde commissie onder voorzitterschap van Hendrik Lorentz om een aantal technisch-wetenschappelijke vraagstukken op te lossen met betrekking tot de afsluiting van de Zuiderzee.

## Aanleiding
Ten tijde dat de plannen voor afsluiting van de Zuiderzee (weer) aan de orde waren in de Tweede Kamer, waren er nog een aantal vraagstukken van technisch-wetenschappelijke aard. De minister van Waterstaat (Cornelis Lely) wilde deze problemen opgelost hebben, om te voorkomen dat tegenstanders dit zouden gebruiken op de plannen te traineren. Daarom stelde hij een commissie in onder leiding van een wetenschapper die internationaal erkend was. De invloed van Rijkswaterstaat op deze commissie was beperkt, omdat Lely niet zoveel vertrouwen had in de slagvaardigheid va Rijkswaterstaat in die tijd.
Lorentz was met emeritaat en kon deze taak dus op zich nemen, alhoewel veel van zijn collega-fysici, onder wie Einstein, dit een klus beneden zijn niveau vonden. 

## De commissie
De Staatscommissie Zuiderzee (officieel: Staatscommissie benoemd bij Koninklijk Besluit van 4 juli 1918 no. 30 met opdracht te onderzoeken in hoeverre, als gevolg van de afsluiting van de Zuiderzee, ingevolge de wet van 14 juni 1918 (Staatsblad no 354) te verwachten is, dat tijdens storm hoogere waterstanden, en een grootere golfoploop, dan thans het geval is, zullen voorkomen vóór de kust van het vaste land van Noord-Holland, Friesland en Groningen, alsmede vóór de daarvoor gelegen Noordzee-eilanden) bestond naast Lorentz uit:
- Hendrik Wortman (Rijkswaterstaat)
- E. van Everdingen (KNMI)

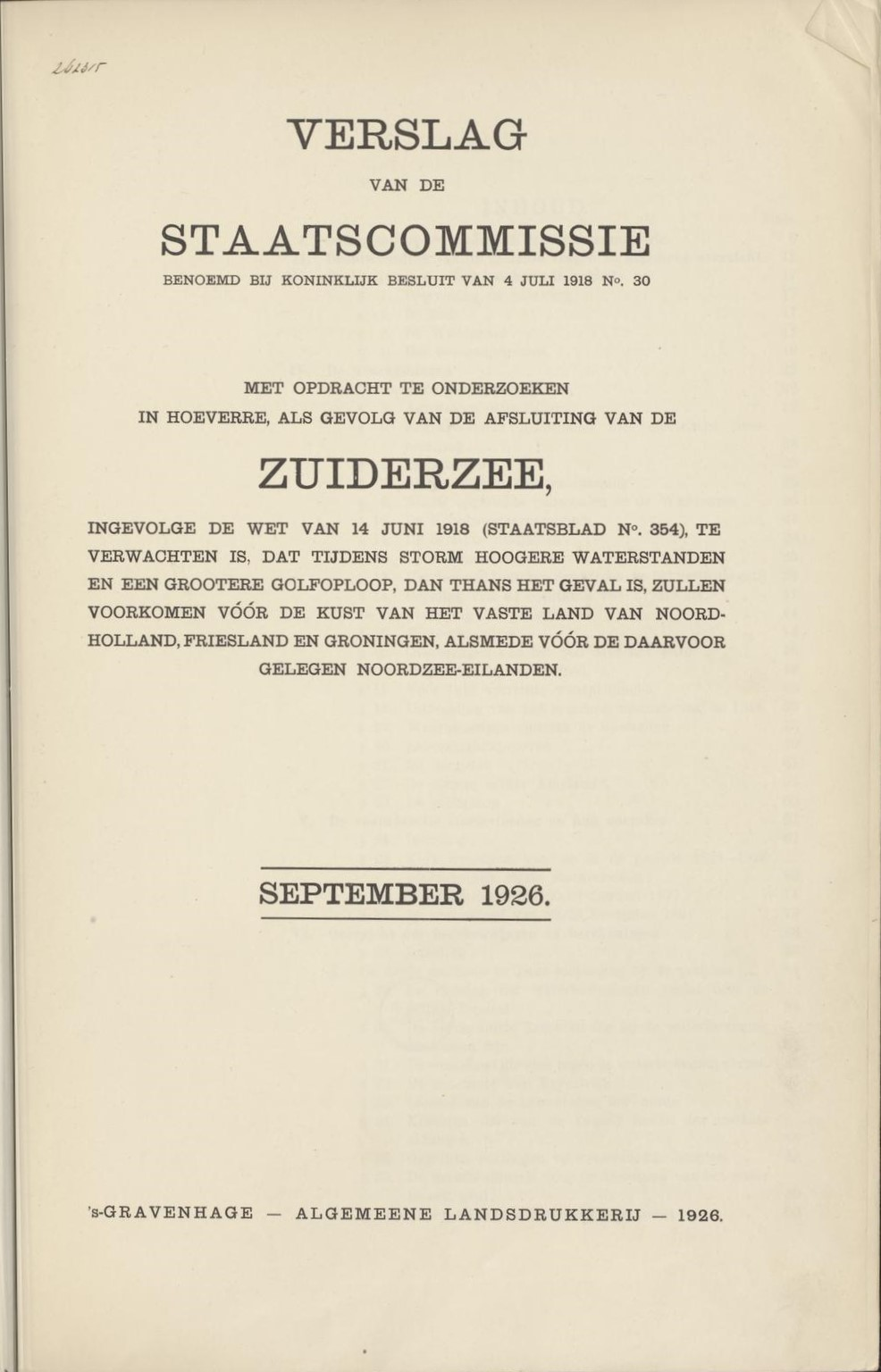
Verslag Staatscommissie Zuiderzee 1918-1926 - titelpagina

- W.F. Stoel (secretaris van de commissie, Rijkswaterstaat)
- W.K. Behrens (hoogleraar TH Delft)
- P.H. Gallé (KNMI)
- R.H. Gockinga (Rijkswaterstaat, dir. Friesland)
- J. Kooper (Provinciale Waterstaat van Friesland)
- C.W. Lely (Rijkswaterstaat, zoon van Cornelis Lely)
- A.R. van Loon (Rijkswaterstaat, dir. Noord-Holland)
- L.H. Mansholt (Gedeputeerde Prov. Groningen)
- R.R.L de Muralt (waterbouwkundige en lid van de Tweede Kamer)
- J.M Phaff (hydrografie bij de Koninklijke Marine)
- C.J.A. Reigersman (Provinciale Waterstaat van Noord-Holland)
- J.P. van der Stok (KNMI)
- D.F. Wouda (Provinciale Waterstaat van Friesland)
- J.P. Wijtenhorst (Rijkswaterstaat dir. Groningen)

In 1919 werd J.Th. Thijsse (de latere hoogleraar waterbouwkunde en directeur van het Waterloopkundig Laboratorium) aan de commissie toegevoegd. In zijn boek van 1972 beschrijft Thijsse het belang van het werk van de Commissie voor de Zuiderzeewerken.

## De taakopdracht
In tegenstelling wat de naam zou doen vermoeden had deze commissie niet tot taak om de plannen voor de drooglegging van de Zuiderzee te beoordelen of te detailleren. De vraag was wat na aanleg van de Afsluitdijk de stormvloedstanden in Noord-Holland en Friesland zouden worden en te bepalen welke golfoploop bij storm in de nieuwe situatie langs de (bestaande en nieuwe) dijken te verwachten viel. Dit was een vraag met een politieke achtergrond, menigeen vreesde dat de veiligheid van de dijken na aanleg van de Afsluitdijk in het gevaar zou komen. Een aanvullende opdracht kreeg de commissie later om ook te onderzoeken of het inpolderen van het Amelander Wad een effect op de waterstanden zou hebben. 
Dit was in die tijd geen eenvoudige opdracht. Acht jaar lang hield Lorentz zich bezig met dit probleem. Hij stelde voor het probleem van de waterhoogten op te lossen met numerieke wiskunde. De bewegingsvergelijkingen voor water moesten opgelost worden voor de geulen. Het werk van deze commissie is van grote betekenis geweest voor het waterloopkundig onderzoek in Nederland. De door hem ontwikkelde methode voor getijberekeningen was de basis voor moderne numerieke rekenmodellen. Na voltooiing van de Afsluitdijk in 1933 bleken de voorspellingen van de commissie grotendeels juist. De Lorentzsluizen zijn naar hem vernoemd.
Het eindrapport in in 1926 gepubliceerd.

## Metingen
De commissie constateerde al snel dat er, met name langs het noordelijk deel van de Zuiderzee onvoldoende getij informatie beschikbaar was, en dat er snel gestart moest worden met meten. Het probleem daarbij was dat dit soort zelfregistrerende peilschalen geschikt voor open zee op dat moment niet beschikbaar waren. De commissie heeft toen zelf het een en ander ontwikkeld op basis van bestaande componenten. Hiermee zijn uiteindelijk nauwelijks  voldoend betrouwbare data verzameld die als invoer voor de modelberekeningen gebruikt konden worden. Lorentz beschrijft dit als:  Al het resultaat van het werk met dit viertal registreerende peilschalen is dus geweest: Callantsoog: 4 dagen volledige getijlijn en een jaar getijlijn,, waarbij de meeste laagwaters ontbreken. Hierbij de stormvloed van 18/19 Januari en in het tijdvak van 23 October tot 21 December 1921. Texel: ongeveer 20 dagen gewoon getij. Vlieland en Terschelling: niets. Met deze data heeft men zo goed en zo kwaad als het ging met de harmonische analyse de getijcomponenten bepaald. Deze analyse gaf inzicht hoe het verticale getij (de waterstanden) door de Waddenzee en Zuiderzee liepen. 
Het volgend probleem was het krijgen van inzicht in het horizontale getij (stroomsnelheden). Hier was het probleem niet zozeer het verkrijgen van de instrumenten (die konden bij een aan verschillende organisaties geleend worden), maar het uitvoeren van voldoende metingen.
Hieruit kon men de weerstandscoëfficiënt C bepalen (deze wordt in het rapport de constante van Eytelwein genoemd, tegenwoordig spreken we van de constante van Chézy).  
Met deze informatie was het in principe mogelijk om de waterstanden na aanleg va de Afsluitdijk te bepalen. 

## Berekeningen
Het probleem hierbij was dat de differentiaalvergelijking die de beweging van het getij beschrijft weliswaar bekend was, maar niet in twee dimensies opgelost kon worden. Lorentz bedacht een slimme linearisatie van deze differentiaalvergelijkingen, zodat oplosbaar werden. Het resultaat was:
de bewegingsvergelijking:  {\displaystyle {\partial q \over \partial t}=-gbd{\partial h \over \partial x}\pm {{gq^{2}} \over {bq^{2}C^{2}}}+F}
de continuïteitsvergelijking:  {\displaystyle {\partial q \over \partial x}=-b{\partial h \over \partial t}}
In deze vergelijkingen is 
{\displaystyle q} het debiet van water (m^3/s)
{\displaystyle t} de tijd (s)
{\displaystyle h} de waterstand boven NAP
{\displaystyle d} de waterdiepte onder NAP
{\displaystyle b} de breedte van de geul
{\displaystyle C} is de Chézy coëfficiënt, door Lorentz de constante van Eytelwein genoemd.
{\displaystyle g} de versnelling van de zwaartekracht
{\displaystyle F} de windkracht per volume water
De constante van Eytelwein is geen dimensieloze eenheid; in het CGS-stelsel dat Lorentz gebruikte is C=530 {\displaystyle cm^{1/2}/s} (dat had hij via metingen bepaald).
Met deze vergelijkingen kunnen de stromingen in een geul door het getij nauwkeurig genoeg bepaald worden. Echter, er is geen sprake van een geul, maar van een tweedimensionaal gebied. Lorentz modelleerde het gebied als een netwerk van geulen en bergingen.

De netwerken zoals geschematiseerd door Lorentz.

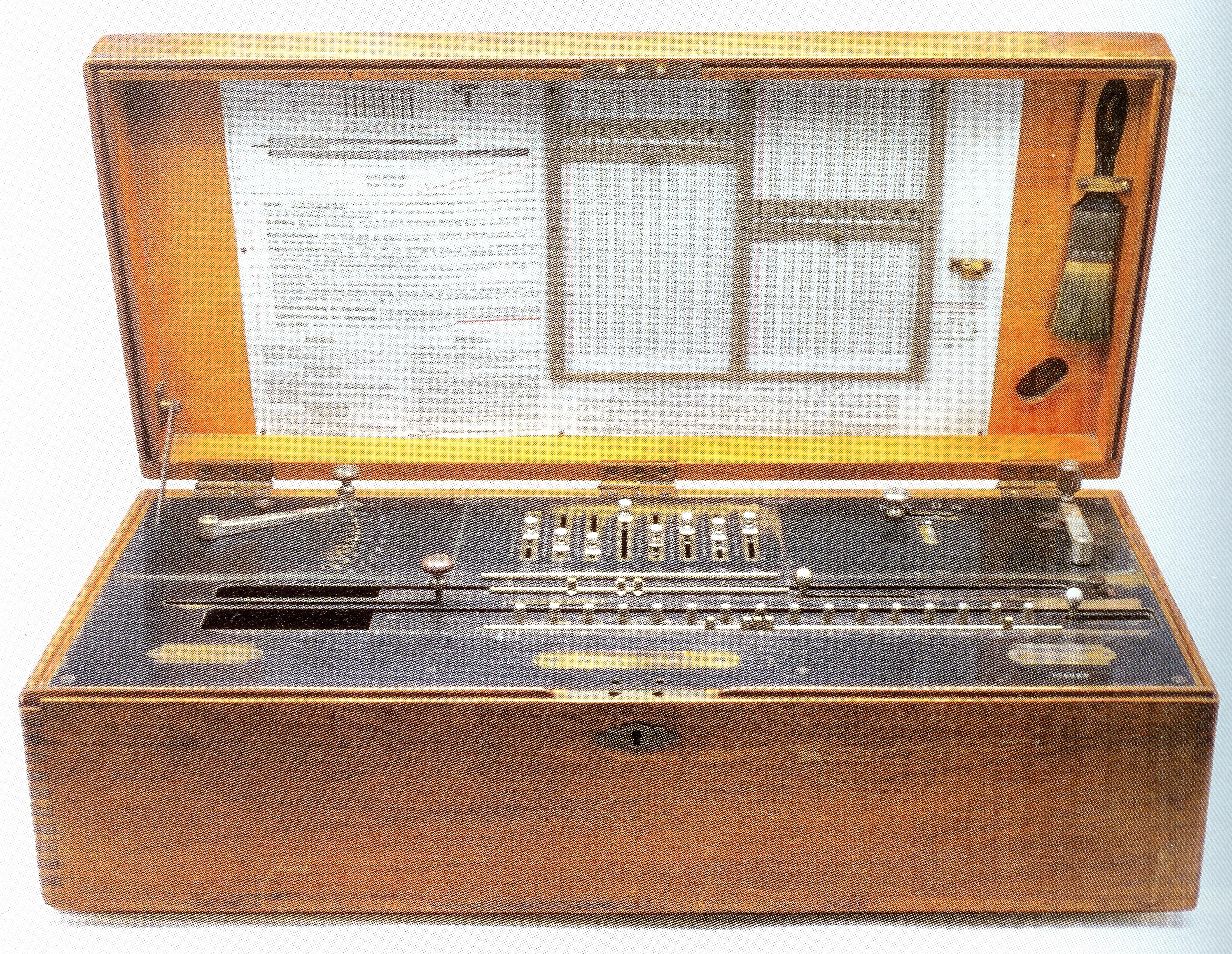
Millionär rekenmachine, gebruikt voor de berekeningen

De vergelijkingen moeten als een set iteratief worden opgelost; dit is behoorlijk rekenintensief.  Daarna konden de rekenaars Jo Thijsse en Jan P. Mazure met rekenmachines als de Millionär en Burroughs Calculator aan de slag, maar later werd ook de rekenliniaal gebruikt. Veel berekeningen werden uitgevoerd door de Algemene Dienst van Rijkswaterstaat onder leiding van de heer S. Blok. Verder waren er veel individuele rekenaars, voornamelijk jonge vrouwen die, zoals destijds gebruikelijk was, niet in het rapport vermeld werden. Ze werkten met een precisie van ten minste vijf cijfers en noteerden in totaal meer dan een miljoen cijfers. Meestal waren dit jonge mensen die goed waren in wiskunde, maar niet uit een gegoede familie kwamen en dus niet naar de universiteit konden.
Het rekenmodel werd getoetst aan de hand van beschikbare metingen elders in de wereld, maar ook de waarnemingen van de storm van 22 op  23 december 1894 werden er bevredigend mee gereproduceerd.
| Plaats van de peilschaal      | Z   | Δ   | A   | ΔG   |
| Kaaphoofd                     | 250 | 43  | 293 | 0    |
| Den Helder, peilschaal        | 248 | 44  | 292 | 0    |
| Oostoever                     | 260 | 48  | 308 | 15   |
| Westerland (Wieringen)        | 247 | 79  | 326 | 15   |
| Den Oever                     | 233 | 113 | 346 | 25   |
| Kornwerderzand                | 270 | 100 | 370 | (15) |
| Harlingen                     | 269 | 77  | 346 | 15   |
| Nieuw Bildt                   | 271 | 13  | 284 | 5    |
| Ameland, Waddenkust           | 330 | 8   | 335 | 0    |
| Terschelling, Waddenkust east | 340 | 0   | 325 | 0    |
| Terschelling, haven           | 286 | 14  | 300 | 0    |
| Vlieland, haven               | 287 | 16  | 303 | 0    |
| Vlieland Waddenkust, Posthuis | 260 | 32  | 292 | 10   |
| Eierland bij De Cocksdorp     | 280 | 30  | 310 | 0    |
| Texel, Oostkaap               | 245 | 79  | 324 | 10   |
| Texel, Oudeschild             | 254 | 65  | 319 | 10   |
| Texel, zuidpunt               | 240 | 50  | 290 | 0    |

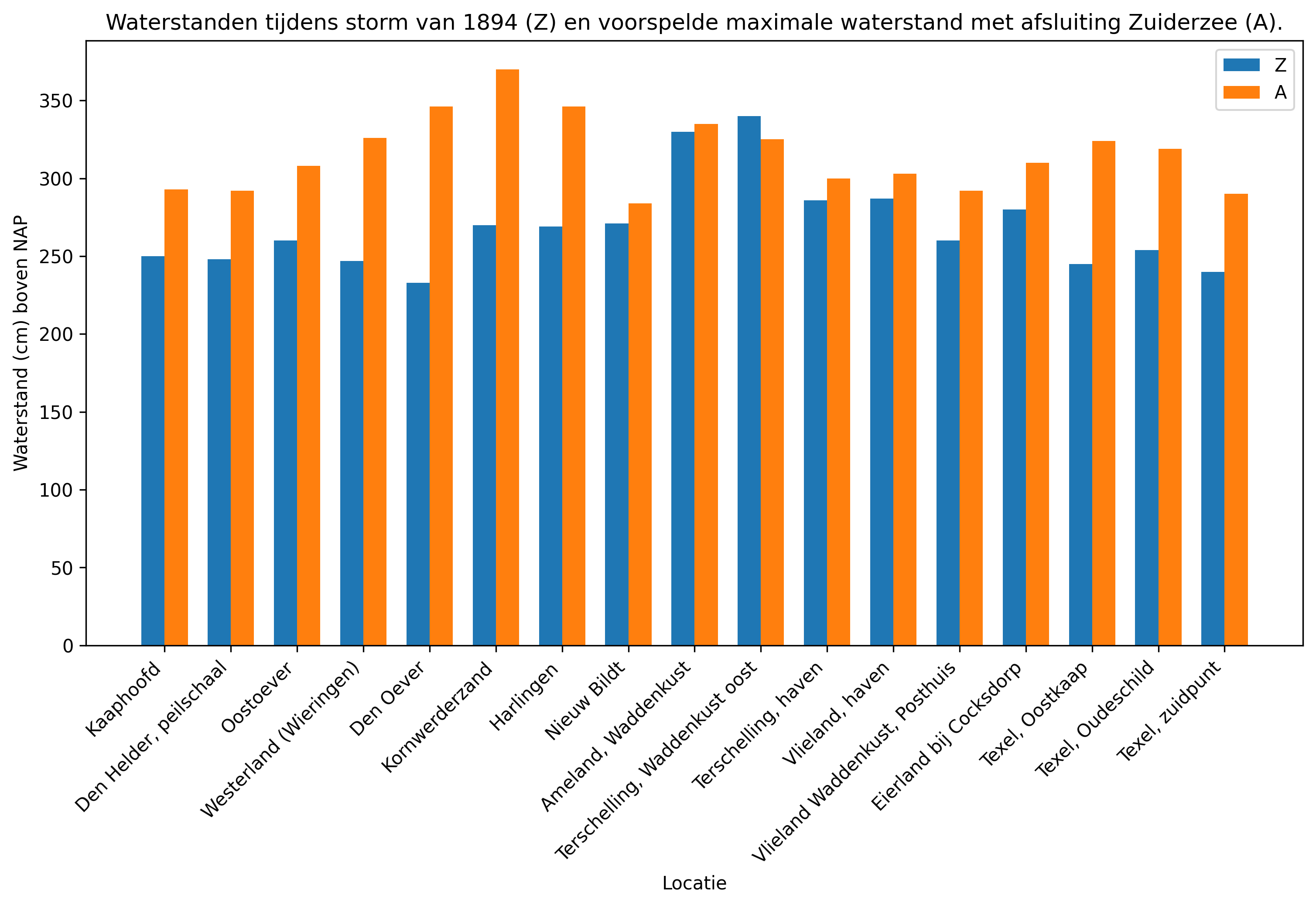
Waargenomen waterstanden tijdens de storm van 1894 (Z) en de voorspelling van deze waarden na sluiting van de Afsluitdijk (A).

Het resultaat was een voorspelling van de hogere waterstanden langs de dijken, die achteraf gezien vrij goed bleek te zijn.  Het verslag beantwoordde de gestelde vragen naar de verwachte waterstanden bij afsluiting van de Zuiderzee: onder meer bij Zurich 95 cm hoger en een gestegen getijverschil van 105 tot 165 cm. Bovendien een sterkere stroming door het Helderse gat en de Vlie, die Lorentz verklaarde doordat de Afsluitdijk daar de verlagende interferentie van een inkomende met een weerkaatste getijgolf uit de Zuiderzee wegnam. Het betekende dat langs de Friese kust de dijken wel wat verhoogd moesten worden, maar in Groningen niet meer.

## Golfoploop

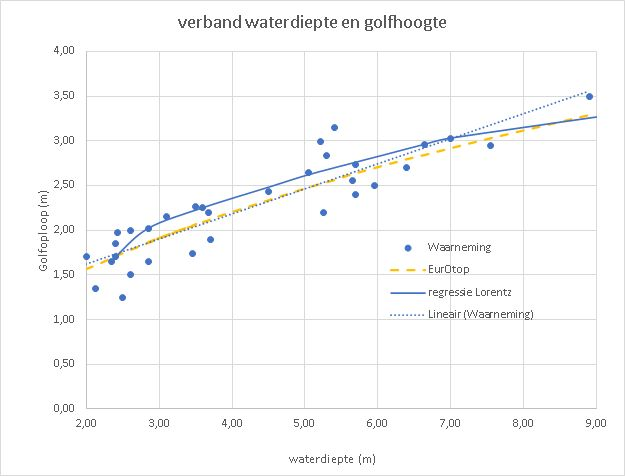
Golfoploop zoals gemeten door Lorentz

Een andere vraag die de commissie was de vraag of de afsluiting voor een vergrote golfoploop zou zorgen. Een theoretische benadering hiervan was niet mogelijk omdat er destijds geen mathematische beschrijving was van de waterbeweging in een brekende golf. Lorentz volgde daarom een heel pragmatische methode. De vraag was niet hoe groot de golfoploop zou worden, maar hoeveel deze zou toenemen door de verhoogde waterstanden. Uit veekmerk waarnemingen na stormen kon men een vrij eenduidig verband vinden tussen waterdiepte en golfoploop. Het was bekend hoeveel de stormvloedstand door aanleg van de Afsluitdijk zou stijgen, en dus ook hoeveel de waterdiepte voor de dijk hierdoor zou toenemen. Met behulp van het gevonden verband kon daarmee ook de benodigde extra overhoogte voor de toename van de golfoploop bepaald worden.
Moderne golfoploopformules, ontwikkeld aan het begin van de eenentwintigste eeuw laten zien dat de golfoploop een functie is van het Iribarrengetal (de golfhoogte, de golfsteilheid en de taludhelling). En niet van de waterdiepte. Toch blijkt de aanpak van Lorentz correct geweest te zijn. Dijken hebben in Nederland over het algemeen dezelfde taludhelling, en tijdens stormen zijn golven ook altijd even steil. Dit geeft een constante waarde die verstopt zit in de door Lorentz gevonden regressiecoëfficiënt. En de significante golfhoogte van golven die voor een dijk breken is over het algemeen de heft van de waterdiepte. In bijgaande grafiek staat in blauw de regressielijn zoals door Lorentz bepaald. De gele lijn is een berekening met de moderne EurOtop richtlijn (golfperiode 5 sec, golfhoogte een vaste functie van de waterdiepte en een taludhelling van 1:4).

## Belang van dit werk
Het rapport gaf niet alleen een duidelijk antwoord op de gestelde vragen, maar gaf ook een impuls aan het modelleren van getijstromen. Een goede samenvatting van het belang van dit werk voor de Zuiderzeewerken wordt gegeven in het boek van Thijsse. In het model van Lorentz zat geen rivierafvoer (dat was niet nodig, er komen geen rivieren uit in de Zuiderzee) maar voor berekeningen in het benedenrivieren gebied was dat wel nodig. In de jaren na Lorentz hebben mensen als Mazure, Van Veen en Dronkers hier een enorme impuls aan gegeven. Maar het bleven lastige rekenopgaven die veel cijferwerk vereisten met een hele grote nauwkeurigheid. Van Veen heeft dit nog vereenvoudigd door gebruik te maken van een elektrisch analogon (dit werd later de analoge computer Deltar), maar de grote sprong voorwaarts was de digitale computer. Toen kon het rekenschema van Lorentz direct geprogrammeerd worden en waren hele snelle getijberekeningen mogelijk. Een vroeg voorbeeld hiervan is te vinden in het afstudeerwerk van Luc Batterink en Daan Verhage uit 1970.  Hierdoor staat het werk van Lorentz eigenlijk nog steeds aan de basis van alle digitale stromingsmodellen.  